# Parry O'Brien
Pour les articles homonymes, voir O'Brien.
William Patrick « Parry » O'Brien Jr. (né le 28 janvier 1932 à Santa Monica et mort le 21 avril 2007 à Santa Clarita) est un athlète américain, spécialiste du lancer du poids.

## Biographie
Il fait partie de quatre sélections olympiques consécutives. Il y remporte deux médailles d'or en 1952 et 1956 ainsi qu'une médaille d'argent en 1960. Lors de sa dernière sélection olympique en 1964, il obtient la quatrième place.
Inventeur d'une nouvelle technique de lancer : le dos tourné au butoir, il termine son jet par une rotation à 180°, conférant ainsi une plus grande énergie cinétique à l'engin. De plus, il se soumet à une rude préparation physique aux poids et aux haltères, partageant l'entraînement des haltérophiles de l'équipe nationale américaine. Moquée au début, cette technique lui permet de dominer largement la discipline pendant une dizaine d'années et de s'approcher des 20 mètres. Ce style à l'époque révolutionnaire est encore largement utilisé actuellement malgré l'essor -et le succès- du lancer en rotation depuis une trentaine d'années.
Il est détenteur du record du monde du lancer du poids de manière presque ininterrompue de 1953 à 1960, sa meilleure performance restant 19,30 m le 1er août 1959 à Albuquerque.
Il est élu au Temple de la renommée de l'athlétisme des États-Unis en 1974. En 2013, il est intronisé au Panthéon de l'athlétisme de l'IAAF.

## Palmarès

### International
| Date | Compétition        | Lieu      | Résultat | Épreuve | Marque  |
| ---- | ------------------ | --------- | -------- | ------- | ------- |
| 1952 | Jeux olympiques    | Helsinki  | 1er      | Poids   | 17,41 m |
| 1955 | Jeux panaméricains | Mexico    | 1er      | Poids   | 17,59 m |
| 1955 | Jeux panaméricains | Mexico    | 2e       | Disque  | 51,07 m |
| 1956 | Jeux olympiques    | Melbourne | 1er      | Poids   | 18,57 m |
| 1959 | Jeux panaméricains | Chicago   | 1er      | Poids   | 19,04 m |
| 1959 | Jeux panaméricains | Chicago   | 3e       | Disque  | 51,84 m |
| 1960 | Jeux olympiques    | Rome      | 2e       | Poids   | 19,11 m |
| 1964 | Jeux olympiques    | Tokyo     | 4e       | Poids   | 19,20 m |

### National
- Championnats des États-Unis d'athlétisme (AAU) :
  - Lancer du poids : vainqueur en 1951, 1952, 1953, 1954, 1955, 1958, 1959, 1960[3]
  - Lancer du disque : vainqueur en 1955

- Championnats NCAA : 
  - Lancer du poids : vainqueur en 1952 et 1953[4]

## Records

### Records personnels
| Épreuve          | Performance | Lieu | Date |
| ---------------- | ----------- | ---- | ---- |
| Lancer du poids  | 19,69 m     |      | 1966 |
| Lancer du disque | 59,99 m     |      | 1965 |

### Records du monde battus
| Distance | Date        | Lieu           |
| -------- | ----------- | -------------- |
| 18,00 m  | 09/05/1953  | Fresno         |
| 18,04 m  | 05/06/1953  | Compton        |
| 18,42 m  | 08/05//1954 | Los Angeles    |
| 18,43 m  | 21/05/1954  | Los Angeles    |
| 18,54 m  | 11/06/1954  | Los Angeles    |
| 18,62 m  | 05/05/1956  | Salt Lake City |
| 18,69 m  | 15/06/1956  | Los Angeles    |
| 19,06 m  | 03/09/1956  | Eugene         |
| 19,25 m  | 01/10/1956  | Los Angeles    |
| 19,30 m  | 01/08/1959  | Albuquerque    |